# Chalkyitsik
Chalkyitsik ist eine Siedlung (Census-designated place) im Yukon-Koyukuk Census Area im US-Bundesstaat Alaska.
Laut Volkszählung aus dem Jahr 2020 hatte sie eine Einwohnerzahl von 56 auf einer Fläche von 23,5 km². Sie liegt am Nordufer des Black River im Yukon Flats National Wildlife Refuge zwischen Yukon und Porcupine River, etwa 70 km nordöstlich von Fort Yukon.